# Brănești (Dâmbovița)
Brăneşti es una comuna ubicada en el distrito de Dâmbovița, Rumania.

## Superficie
Posee una superficie de 17,95 kilómetros cuadrados.

## Demografía
Hasta 2021 la población era de 3811 habitantes, con una densidad de población de 212,3 habitantes por kilómetro cuadrado.